# Euphorbia lagascae
Euphorbia lagascae là một loài thực vật có hoa trong họ Đại kích. Loài này được Spreng. mô tả khoa học đầu tiên năm 1821.